# Colvillea racemosa
Colvillea es un género monotípico de plantas con flores perteneciente a la familia Fabaceae. Su única especie, Colvillea racemosa, es originaria de Madagascar.

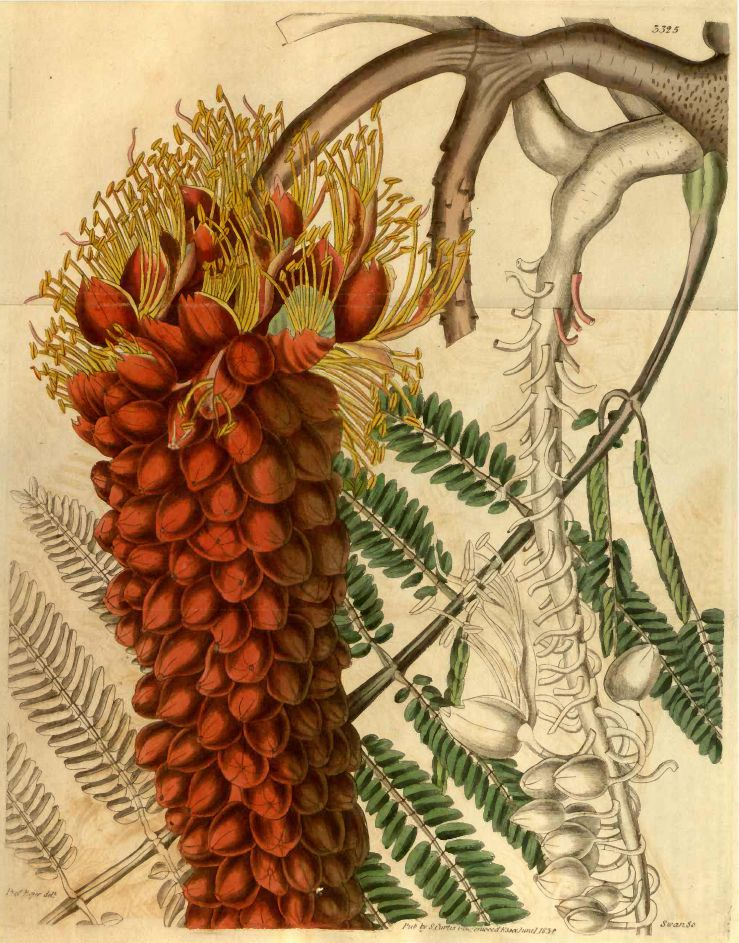
Ilustración

## Descripción
El árbol es especialmente conocido por sus brillantes flores de color naranja que crecen en forma de un gran cono o en forma de cilindro de racimos. Después de la floración, el árbol produce,, vainas de semillas leñosas planas y largas. El árbol tiene pequeñas hojas verde, superficialmente similares a Delonix regia.

## Distribución y hábitat
El árbol es nativo de Madagascar, aunque ahora se cultiva ampliamente como una planta ornamental en Australia y América del Norte. En su área de distribución natural, el árbol crece principalmente en zonas forestales y de sabanas de tierras bajas.
Es un árbol que se encuentra en los bosques secos subáridos de Madagascar en Antsiranana, y desde Morondava hasta Toliara, a una altitud de  0-499 metros.

## Taxonomía
Colvillea racemosa fue descrito por Wenceslas Bojer y publicado en Botanical Magazine 61: pl. 3325–3326. 1834. 
Etimología
Colvillea: nombre genérico que fue nombrado en honor de Sir Charles Colville,  exgobernador de Mauricio.
racemosa: epíteto latíno que significa "con racimos".